# Chrebet Sopkjoltau
Chrebet Sopkjoltau (ryska: Khrebet Sonkël’tau, Хребет Сопкёльтау) är en bergskedja i Kirgizistan.   Den ligger i oblastet Naryn Oblusu, i den centrala delen av landet, 110 km söder om huvudstaden Bisjkek.